# Quân đội nhân dân kháng Nhật
Quân đội Nhân dân kháng Nhật (Hukbong Bayan Laban sa Hapon; tiếng Việt: Quân đội Quốc gia chống Nhật), hay Hukbong Laban sa Hapon (Quân phản Nhật), là một phong trào du kích theo xã hội chủ nghĩa /cộng sản chủ nghĩa được thành lập bởi những người nông dân ở Trung Luzon. Họ được biết đến phổ biến với cái tên "Huks". Ban đầu được thành lập để kháng chiến chống người Nhật, nhưng đã mở rộng cuộc chiến của họ thành một cuộc nổi loạn chống lại chính phủ Philippines, được gọi là Cuộc nổi loạn của Quân đội Nhân dân kháng Nhật, vào năm 1946. Tuy nhiên phong trào đã thất bại dưới tay của Bộ trưởng Quốc phòng Philippines, và sau đó là Tổng thống, Ramon Magsaysay.
Một tượng đài dành riêng cho người Huks ở Cabiao, Nueva Ecija được xây dựng để tôn vinh hành động của họ trong Thế chiến thứ hai.

## Tên
Lúc đầu được thành lập vào tháng 3 năm 1942, Hukbalahap là một phần của mặt trận kháng chiến thống nhất chống Philippines bị Nhật Bản chiếm lĩnh.:31 Ý định ban đầu này được phản ánh trong tên của nó: "Hukbong Bayan Laban sa mga Hapon", có nghĩa là "Quân Nhân dân kháng Nhật."
Đến năm 1950, Đảng Cộng sản Philippines (PKP) đã quyết tâm tái lập tổ chức thành cánh vũ trang của một đảng cách mạng, và thay đổi tên chính thức thành Hukbong Mapagpalaya ng Bayan, :44 (HMB) hoặc "Quân đội Giải phóng Nhân dân" và cạnh tranh với Giải phóng quân Nhân dân Trung Quốc.
Mặc dù thay đổi tên, HMB tiếp tục được biết đến với cái tên Hukbalahap, và báo chí tiếng Anh tiếp tục đề cập đến cái tên này để chỉ các thành viên của nó, hoặc hoán đổi bằng cái tên khác, là "Huks" trong toàn bộ giai đoạn từ năm 1945 đến 1952.

## Bối cảnɥ
Phong trào Hukbalahap có gốc rễ từ một phong trào của người Tây Ban Nha chế độ chính phủ giám hộ, một hệ thống các khoản tài trợ cho binh lính chinh phục Tân Tây Ban Nha, thành lập năm 1570. Nó được phát triển thành một hệ thống khai thác. Vào thế kỷ 19, chủ nghĩa địa chủ Philippines, dưới thời làm thuộc địa của Tây Ban Nha, đã nảy sinh phát triển thêm.:57 Sau khi mở cảng ở Manila, nền kinh tế Luzon đã được chuyển đổi để đáp ứng nhu cầu xuất khẩu gạo, đường và thuốc lá. Chủ đất ngày càng tăng mức độ bóc lột nông dân, những người thuê các lô đất. Sự bóc lột bao gồm tăng tiền thuê nhà, nhu cầu tiền thu được từ việc bán các loại cây trồng và các thỏa thuận cho vay có mục đích để tài trợ cho cải tiến trang trại.:24, 26 Chỉ sau khi người Mỹ đến, những cải cách được khởi xướng để giảm bớt căng thẳng giữa người thuê nhà và chủ nhà. Tuy nhiên, các cải cách không giải quyết được các vấn đề và với ý thức chính trị ngày càng tăng do giáo dục tạo ra, nông dân bắt đầu đoàn kết dưới các nhà lãnh đạo có học thức nhưng có hoàn cảnh nghèo. Thế lực mạnh nhất trong số các tổ chức này là Quân đội nhân dân kháng Nhật, khởi đầu là một tổ chức kháng chiến chống Nhật nhưng kết thúc như một phong trào kháng chiến chống chính phủ.

## Khởi đầu trong Thế chiến II
Ý tưởng về một tổ chức du kích đã được hình thành sớm nhất là vào tháng 10 năm 1941, vài tháng trước khi Philippines tham gia Thế chiến II.:30 Ngay từ năm 1941, Juan Feleo, một nhà lãnh đạo nông dân nổi tiếng và là thành viên của Partido Komunista ng Pilipinas, đã bắt đầu huy động nông dân ở tỉnh Nueva Ecija cho cuộc xung đột. Pedro Abad Santos, thành viên sáng lập Đảng Xã hội Philippines, cũng đã ra lệnh cho Luis Taruc huy động lực lượng ở Pampanga.:31–32
Khi chiến tranh thế giới thứ hai bùng nổ ở Philippines và Manila thất thủ, các nhà lãnh đạo hàng đầu của PKP đã bị quân đội Nhật bắt giữ. Crisanto Evangelista, người sáng lập, nằm trong số những người bị bắt và bị xử tử năm 1942. Abad Santos tương tự cũng bị bắt, nhưng được thả ra vào năm 1943.:37 Tiến sĩ Vicente Lava nắm quyền cai trị PKP và cố gắng tái lập tổ chức đảng.
Vào tháng 2 năm 1942, một "hội nghị đấu tranh" đã được tổ chức tại Cabiao, Nueva Ecija để thảo luận về tổ chức, chiến lược và chiến thuật.:31 Thành viên của PKP, Đảng Mặt trận Bình dân, Liên minh Bảo vệ Dân chủ, KPMP, AMT và KAP được triệu tập để tạo ra một mặt trận thống nhất chống lại Nhật Bản.:38
Một chiến thuật của mặt trận đã được thống nhất như một phương tiện để thu hút các bộ phận dân cư rộng khắp, không nhất thiết phải là theo cộng sản. Một cuộc kháng chiến ba mặt trận gồm: quân sự, chính trị và kinh tế sẽ diễn ra ác liệt. Mục đích quân sự là quấy rối người Nhật liên tục và giữ cho nó mất cân bằng để ngăn chặn họ tập trung vào các hoạt động nhằm giành lấy thiện chí của người dân. Mục đích chính trị là làm mất uy tín của nước cộng hòa do Nhật Bản tài trợ và xây dựng khái niệm một nền dân chủ hoạt động ở cấp cơ sở, trong khi mục tiêu kinh tế là ngăn chặn sự cướp bóc của kẻ thù.:31 Kết quả là sự thành lập của Cục Trung ương Luzon, một tổ chức lãnh đạo cuộc kháng chiến chống Nhật. Những lãnh đạo chính là::38
| Phòng ban      | Vị trí        | Tên                 |
| -------------- | ------------- | ------------------- |
| Thư ký trưởng  | Thư ký trưởng | Vicente Lava        |
| Bộ tổ chức     | Hội trưởng    | Mateo del Castillo  |
| Bộ Thống chiến | Hội trưởng    | Juan Feleo          |
| Bộ Giáo dục    | Hội trưởng    | Primitivo Arrogante |
| Bộ Tài vụ      | Hội trưởng    | Emeterio Timban     |
| Quân Bộ        | Hội trưởng    | Luis Taruc          |
| Quân Bộ        | Hội phó       | Casto Alejandrino   |

Trước sự ra đời của hội nghị này, một số nhóm vũ trang đã ngay lập tức được tổ chức và bắt đầu hoạt động ở Trung Luzon. Một sự kiện quan trọng là vào ngày 13 tháng 3 năm 1942, khi một phi đội do Felipa Culala (bí danh Dayang-Dayang) chỉ huy chạm trán và đánh bại các lực lượng Nhật Bản ở Mandili, Candaba, Pampanga.:32 Tin tức về cuộc đột kích thành công của Culala đã nâng cao tinh thần cho các chiến binh kháng chiến.:63